# Psychologia Rozwojowa (czasopismo)
Psychologia Rozwojowa – czasopismo naukowe Sekcji Psychologii Rozwojowej Polskiego Towarzystwa Psychologicznego. Jedyne na polskim rynku czasopismo zajmujące się rozwojem człowieka. W kwartalniku publikowane są artykuły zawierające teoretyczne omówienia zagadnień rozwoju, prezentujące syntetyczne przeglądy badań na wybrany temat, przedstawiające wyniki badań empirycznych a także recenzje wybranych publikacji na temat rozwoju oraz sprawozdania z ważnych kongresów i konferencji dotyczących rozwoju człowieka. 
Redakcja: Maria Kielar-Turska (redaktor naczelny), Małgorzata Stępień-Nycz (sekretarz), Dorota Czyżowska, Michał Grygielski, Joanna Kossewska, Dorota Kubicka